# جو گیلگان
جو گیلگان (انگلیسی: Joe Gilgun؛ زادهٔ ۹ مارس ۱۹۸۴) هنرپیشه اهل بریتانیا است. وی از سال ۱۹۹۴ میلادی تاکنون مشغول فعالیت بوده‌است.
از فیلم‌هایی که وی در آن نقش داشته‌است، می‌توان به هری براون، این انگلستان است، غرور، آخرین شکارچی جادوگر، واعظ و گرفتار اشاره کرد.